# Rose Steinmark
Rose Steinmark (* 1951 im Dorf Kamyshi bei Slawgorod, Altai, Sowjetunion) ist eine russlanddeutsche Journalistin, Literaturkritikerin, Autorin und ehemalige Chefdramaturgin des Deutschen Schauspieltheaters in Temirtau, Kasachstan.

## Leben
Geboren in einem kleinen Ort in der Sowjetunion, in dem ausschließlich Deutsche lebten, lernte sie Russisch erst in der Schule. Sie studierte Germanistik beim russlanddeutschen Dichter und Schriftsteller Victor Klein in Nowosibirsk. Ihre Abschlussarbeit („Diplom-Schauspiel“) wurde am 1. Juni 1980 an der Schtschepkin-Theaterschule in Moskau aufgeführt. Steinmark war von 1981 bis 1992 Chefdramaturgin des Deutschen Theaters in Temirtau (Kasachstan), des einzigen professionellen deutschen Theaters in der Nachkriegszeit in der UdSSR. In dieser Zeit verantwortete sie die Dramaturgie, pflegte Kontakte zu Autoren, Verlagen, Presse und trug entscheidend zur Herausbildung eines russlanddeutschen Theaterprofils bei. Von 1990 bis Dezember 2000 war sie Fernsehjournalistin, Chefredakteurin und Moderatorin der deutschen Sendung „Guten Abend!“ beim staatlichen Fernsehsender „Kasachstan I“.
Im Dezember 2000 siedelte sie nach Deutschland über und arbeitete als Dozentin in Münster. Ihr langjähriges und kontinuierliches Eintreten für russlanddeutsche Kultur und für die Bewahrung russlanddeutscher Identität wurde 2014 mit der Ehrengabe des Russlanddeutschen Kulturpreises des Landes Baden-Württemberg gewürdigt. Sie schreibt Gedichte, Drehbücher und Kritiken. Ihre Dokumentation „Das Schicksal eines Theaters“ erzählt die Geschichte des russlanddeutschen Theaters in Russland und der Sowjetunion – in der Zwischenkriegszeit und vor allem der Nachkriegszeit.

## Publikationen (Auswahl)
- Das Schicksal eines Theaters. RusDeutsch Media, 2017, ISBN 978-5-9907539-5-2, 376 S.
- Steinmark, Rose. (edarmer.de PDF, Leseprobe).
- Steinmark, Rose. (daz.asia).
- Steinmark, Rose. Aus dem Programmarchiv „Guten Abend!“. (wolgadeutsche.net).